# Stuart Fitzsimmons
Stuart Fitzsimmons (* 20. Dezember 1956; † 11. November 2019 in Edinburgh) war ein britischer Skirennläufer.

## Karriere
Fitzsimmons wuchs in dem Dorf Hillend, südlich der schottischen Hauptstadt Edinburgh auf, wo er auch das Skifahren erlernte. Anfang der 1970er Jahre gewann er diverse britische Juniorentitel.
1976 nahm er zum ersten und einzigen Mal an Olympischen Winterspielen teil. Bei den Wettkämpfen in Innsbruck erreichte er als bestes Platzierung Rang 32 in der Abfahrt.
Zwei Jahre später bei den Weltmeisterschaften in Garmisch-Partenkirchen belegte er sensationell den 9. Rang in der Kombination, sein mit Abstand bestes Ergebnis bei einem internationalen Großereignis.

## Nach der Karriere
Nach dem Ende seiner aktiven Karriere als Skirennläufer wurde Fitzsimmons Skitrainer und Kameramann. Unter anderem arbeitete er für das BBC Format Ski Sunday. Als erster Kameramann fuhr er dabei teilweise neben den Rennfahren auf der Piste her und filmte diese. Dies wurde jedoch von einigen Läufern kritisiert. So wurde Fitzsimmons von Alberto Tomba nach der Zieldurchfahrt beim Slalom von Val-d’Isère am 6. Dezember 1992 wüst beschimpft, weil Fitzsimmons ihn während der Fahrt irritiert habe.
Fitzsimmons starb an den Folgen einer Lungenentzündung am 11. November 2019 im Alter von 62 Jahren.

## Erfolge

### Olympische Winterspiele
- Innsbruck 1976: 32. Abfahrt, DNF Riesenslalom, DNF Slalom

### Weltmeisterschaften
- Innsbruck 1976: 32. Abfahrt, DNF Riesenslalom, DNF Slalom
- Garmisch-Partenkirchen 1978: 9. Alpine Kombination[2], 36. Slalom[3], 37. Abfahrt[4], 45. Riesenslalom[5]